# Betty Boyd
Pour les articles homonymes, voir Boyd.
Betty Boyd, née Elizabeth Boyd Smith, (11 mai 1908 - 16 septembre 1971), est une actrice américaine de cinéma muet et des premiers films parlants, du début des années 1930.

## Biographie
Née à Kansas City, Betty Boyd part au milieu des années 1920 pour Hollywood avec l'espoir de faire carrière dans le cinéma. Mis à part des premiers films éducatifs, son premier rôle, malheureusement non crédité, est celui tenu, en 1927, dans The Show, au côté des vedettes John Gilbert et Lionel Barrymore, un grand-oncle de l'actrice  Drew Barrymore. La même année, elle joue dans son premier rôle crédité dans Off again. En 1929, elle tourne dans quatre films dont un non crédité.
Tout comme Lina Basquette et Ann Christy auparavant, le comité de la Western Associated Motion Picture Advertisers (WAMPAS) sélectionne Betty, pour faire partie de la promotion des treize starlettes de 1929, composée entre autres par Helen Foster, Josephine Dunn et la future légende d'Hollywood Jean Arthur; 
L'année de consécration de sa carrière est en 1930 durant laquelle elle tourne dans 8 films tous crédités. Contrairement à de nombreuses collègues, elle effectue une transition vers les films parlants avec un certain succès. Elle épouse la même année Charles Henry Over Jr. L'année suivante, elle ne fait que 2 films Ex-Sweeties et Maid To Order, puis deux encore, en 1932 dont un non crédité et un second rôle dans in An Old Gypsie Custom. Divorcée en 1934, elle épouse en 1935, Mason Browne Olmstead dont elle divorce en 1936. Elle ne sera sollicitée que deux fois avant la fin des années 1940 puis une dernière fois en 1949 dans Samson et Dalila, malheureusement non crédité.

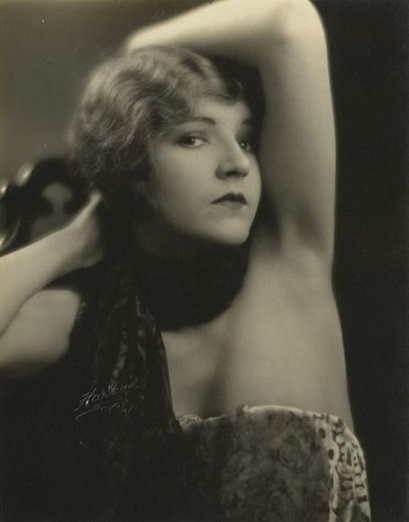
Betty pose devant le photographe Fred Hartsook (1928)

Ayant pris sa retraite, elle demeure à Los Angeles où elle décède en 1971 âgée de 63 ans.

## Filmographie
- 1927 : La morsure de Tod Browning : non crédité
- 1927 : Off Again de Robert Dillon : la jeune mariée
- 1927 : Papa's Boy de Norman Taurog : Georgia Leach
- 1928 : Indiscreet Pete de Harry Sweet : non créditée
- 1928 : Who's Lyin ? de Stephen Roberts : non créditée
- 1928 : Hard Work de Jules White : l'épouse
- 1928 : La Fille sans dieu de Cecil B. DeMille : non créditée
- 1928 : Wedded Blisters de Jules White : l'épouse
- 1928 : Privates Beware de Henry W. George : Black Betty
- 1928 : Companionate Service de Charles Lamont : Janet Perryam
- 1928 : The Quiet Worker de Charles Lamont : Janet Perryam
- 1928 : Social Prestige de Stephen Roberts : Janet Perryam

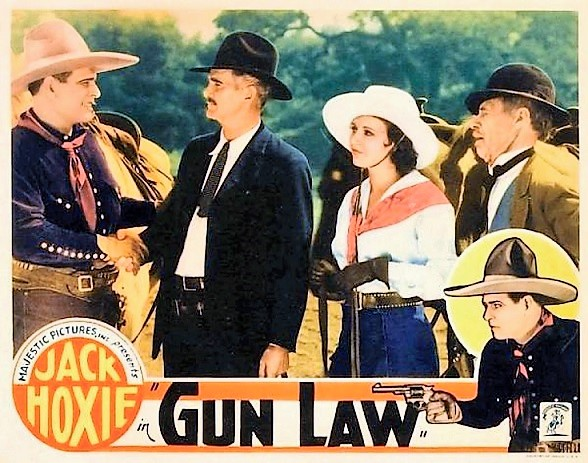
Affiche du film Gun Law (1933)

- 1929 : In a Persian Market de Curtis F Nagel : la fille de Caliph
- 1929 : Light of India d'Elmer Clifton : non créditée
- 1929 : The Right Bed de Hugh Faulcon : non créditée
- 1929 : Battling Sisters de Henry W. George : non créditée
- 1929 : Honeymooniacs de Stephen Roberts : la jeune mariée
- 1929 : Hot Sports de Jules White : non créditée
- 1929 : Purely Circumstantial de Henry W. Geroge : non créditée
- 1930 : Le Lys des champs de Alexander Korda : Joyce
- 1930 : La Déesse rouge, de Alfred E. Green : Ayah
- 1930 : A Royal Romance d'Erle C. Kenton : Mitzi
- 1930 : Sous le ciel du Texas de Michael Curtiz : la fille
- 1930 : French Kisses de Stephen Roberts : non créditée
- 1930 : Paradise Island, de Bert Glennon : Poppi
- 1930 : Vacation Loves de Mack Sennett : Mrs. Mildred Burton
- 1930 : Along Came Youth, de Lloyd Corrigan et Norman Z. McLeod : Sue Long
- 1931 : Ex-Sweeties de Marshall Neilan : Maude Lorraine
- 1931 : Maid to Order de Elmer Clifton : non créditée
- 1933 : Gun Law de Lewis D. Collins : Nita Hammond
- 1934 : An Old Gypsy Custom de Harry Edwards : Mitzi
- 1934 : Un héros moderne de Georg Wilhelm Pabst : non créditée
- 1945 : Crime passionnel, de Otto Preminger : non créditée
- 1949 : Samson et Dalila, de Cecil B. DeMille : non créditée